# Arquimedes (Ribera)
|  | Aquest article tracta sobre l'obra pictòrica. Vegeu-ne altres significats a «Arquimedes (desambiguació)». |

Arquimedes (o Demòcrit segons una designació més moderna) és un quadre del pintor valencià Josep de Ribera, també conegut com «il spagnoletto», pintat a l'oli sobre llenç amb unes dimensions de 125 × 81 cm. Signat i datat en 1630, actualment es conserva en el Museu del Prado de Madrid.

## Història
Encara que la tradició sempre ha reconegut al personatge retratat com a Arquimedes, a causa del compàs de la seva mà i als papers amb signes geomètrics que ho envolten, Delphine Fitz Darby va proposar en 1962 identificar-ho com Demòcrit pel franc somriure que mostra, ja que, precisament, Demòcrit és conegut com "el filòsof que riu". Podria tractar-se llavors de "Filòsof amb compàs", obra el parador de la qual es desconeix i que se sap va pertànyer al Duc d'Alcalà principal client de Ribera entre 1629 i 1631. En qualsevol cas, Arquimedes o Demòcrit, l'obra seria la més antiga dels quadres que integren la seriï "Filòsofs Harapientos".
La primera constància documental de l'obra la situa en El Escorial en 1764 i posteriorment passarà a formar part de les col·leccions del Museu del Prado on es conserva.

## Descripció i estil
El filòsof apareix retratat de mig cos, vestit de captaire i subjectant un compàs amb la seva mà dreta mentre que amb l'esquerra sosté uns papers on estan representats alguns símbols geomètrics. En el llom del llibre, a baix a la dreta, es veu escrita la signatura i la data, "Jusepe de Ribera espanyol/F 1630". La pintura està retallada del costat dret.
El somrient rostre amb profundes arrugues marcades i les seves ossudes mans de llargs dits, són el centre d'atenció de la composició i estan representats amb enorme fidelitat i un gran naturalisme. Una llum entra per l'esquerra banyant el cos del filòsof que al costat d'un halo de pintura més clara al voltant del cap i el fons neutre ressalta al filòsof atorgant a la composició una major perspectiva i major realisme.
Es creu que Ribera va fer posar a algun model per pintar el quadre, possiblement algú anònim oposat al carrer, al que va retratar com si fos un noble o un rei. Nícola Spinosa ho defineix amb gran encert en l'estudi de la seva obra.
Alguns crítics veuen grans similituds entre l'Arquimedes de Ribera i els rostres d'algun dels Els Borratxos de Velázquez, alguna cosa no del tot impossible doncs l'any en què l'obra va ser pintada Velázquez va visitar a Ribera a Nàpols.